# Francisco Marcelino de Sousa Aguiar
Francisco Marcelino de Sousa Aguiar (Salvador, 2 de junio de 1855 — Río de Janeiro, 10 de noviembre de 1935) fue un ingeniero y político brasileño. Fue alcalde de Río de Janeiro que, en ese entonces, era el distrito federal entre 1906 y 1909 nombrado por el presidente Afonso Pena.
Hijo del mayor del ejército y expresidente de la provincia de Maranhão Francisco Primo de Sousa Aguiar y de Johanna Maria Freund, austríaca, nació en Salvador de Bahia quedando huérfano de padre a los trece años de edad. En 1869 ingresó a la Escuela Militar y logró el grado de alférez en 1874 concluyendo el curso de ingeniería en 1876. Se retiró con el grado de mariscal en 1911.
Sousa Aguiar asumió en 1877 el cargo de instructor general de la Escuela de Tiro de Campo Grande, en la que permaneció hasta ser trasladado a Río Grande del Sur en 1879 donde demarcó las fronteras brasileñas con el Uruguay entre 1880 y 1888. Asumió el cargo de secretario del ministro de Guerra en 1892 hasta integrar, ese mismo año, a la comisión que representó a Brasil en la Exposición Universal de Chicago de 1893. Antes de partir, a pedido del entonces vicepresidente Floriano Peixoto, proyectó en pocos días el Hospital Central del Ejército. Ese mismo año asumió el cargo de director general de los Telégrafos. En 1896, se convirtió en comandante de la Escuela Militar de Río Grande del Sur y, en 1897, comandante del Cuerpo de Bomberos Militares del Estado de Río de Janeiro, en la capital de la República, cuando proyectó el cuartel central, cuya construcción fue iniciado al año siguiente. Fue ascendido a general de brigada en 1904.
Al año siguiente, fue presidente de la Comisión de la exposición brasileña de San Luis, mientras se encontraba en los EUA, convocado por el ministro del interior, proyectó el edificio de la Biblioteca Nacional. A pedido del ministro de Hacienda, estudió la fabricación de cédulas para la implementación de los servicios de la Casa de Moneda y, por solicitud del ministro de Guerra, estudió el sistema estadounidense de fabricacióni de pólvora sin humo. En la exposición, obtuvo el Gran Premio de Arquitectura por el proyecto del Palacio Monroe.

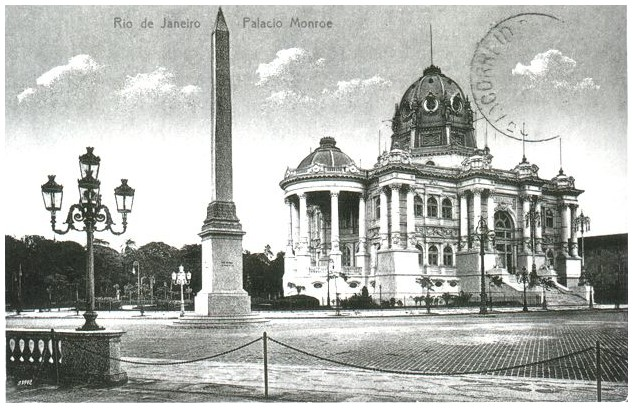
Palacio Monroe.

A su retorno a Brasil, fue encargado de la construcción del edificio de la Biblioteca Nacional y del Palacio Monroe.

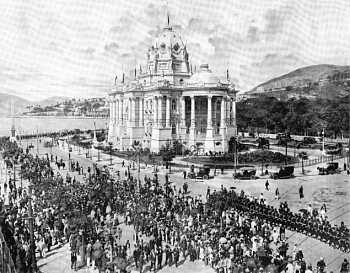
Palacio Monroe (funeral de Joaquim Nabuco en 1910).

Sousa Aguiar murió en su residencia en la rúa Paissandu 222, en la ciudad de Río de Janeiro a las 13 horas del día 10 de noviembre de 1935. Dejó a su viuda Maria Gabriela de Sousa Aguiar y sus hijos: Gabriel de Sousa Aguiar, ingeniero en jefe de la Dirección de Ingeniería de la Alcaldía de Río de Janeiro; Miguel Angelo de Sousa Aguiar, ingeniero de la Compañía Mecánica e Importadora de São Paulo; Luís de Sousa Aguiar, médico; capitán Rafael de Sousa Aguiar; Geny, casada con Domecq de Barros; América, casada con Eugenio Lefki; y la religiosa Maria Angelina del Colegio Sion de Petrópolis. En su entierro, la familia rechazó las honras militares a las que tenía derecho el mariscal pero aceptó el ofrecimiento del alcalde Pedro Ernesto de que el municipio asuma el costo del entierro en el Cementerio de São João Batista, por el que se decretaron tres días de luto oficial.

## Algunos proyectos
- Palacio Monroe[6][9]
- Biblioteca Nacional
- Pavilhão Mourisco
- Cuartel Central del Cuerpo de Bomberos[3]
- Palacio de la Alcaldía
- Escuelas Menezes Vieira, Macaúbas, Barth, Afonso Pena y Deodoro
- Puesto Central de Asistencia de la Plaza de la República, actual Hospital Sousa Aguiar
- Hospital Central del Ejército
- Casas para obreros en la Avenida Salvador de Sá y en Becco do Rio
- Mercado Municipal
- Mercado de las Flores
- Edificio de la Superintendencia de Limpieza Urbana